# بازشاپرک فیلی
بازشاپرک فیلی (Deilephila elpenor) بید بزرگی از خانواده بازشاپرکان است. این بید در بریتانیا و ایرلند یافت می‌شود.

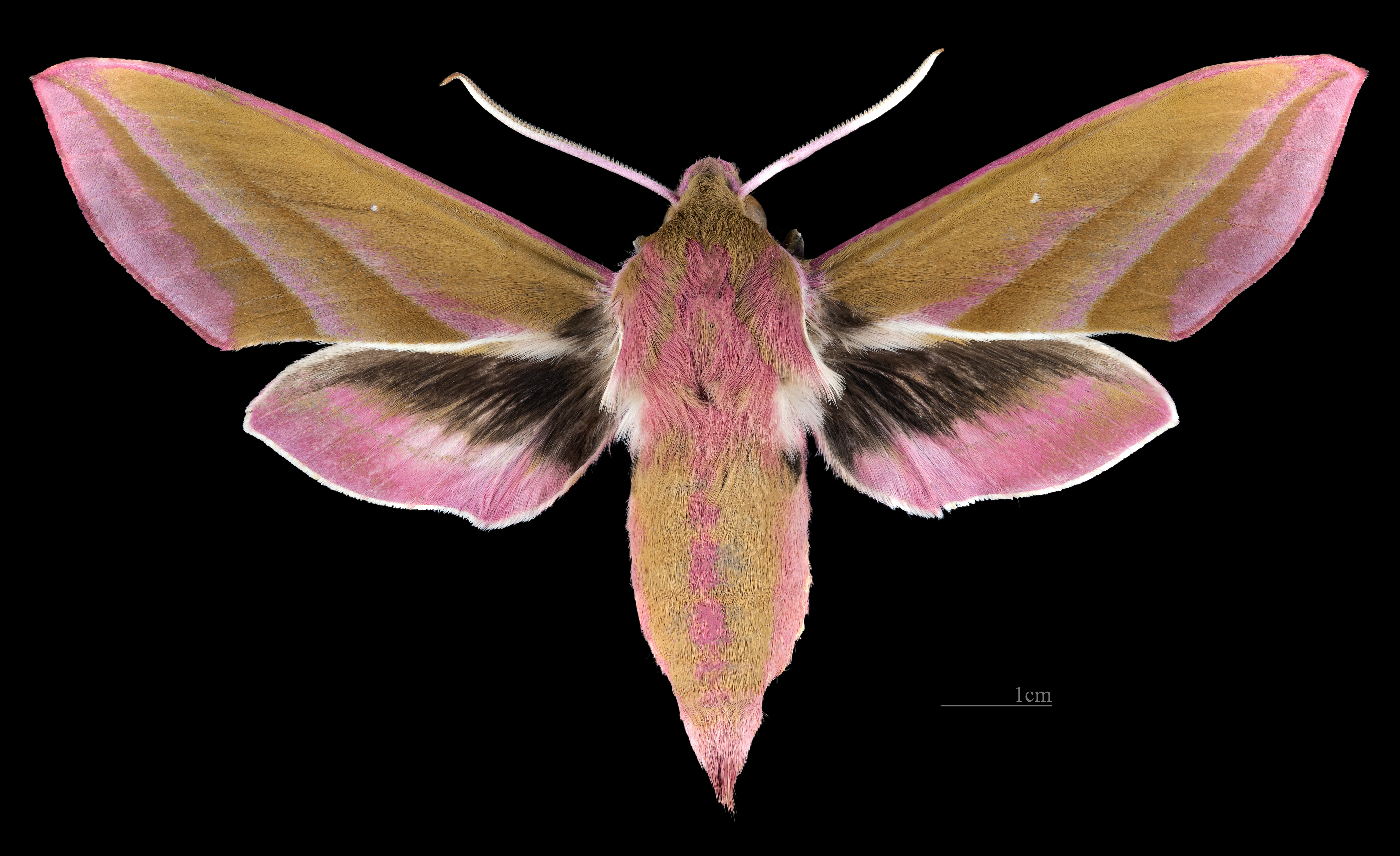
♂
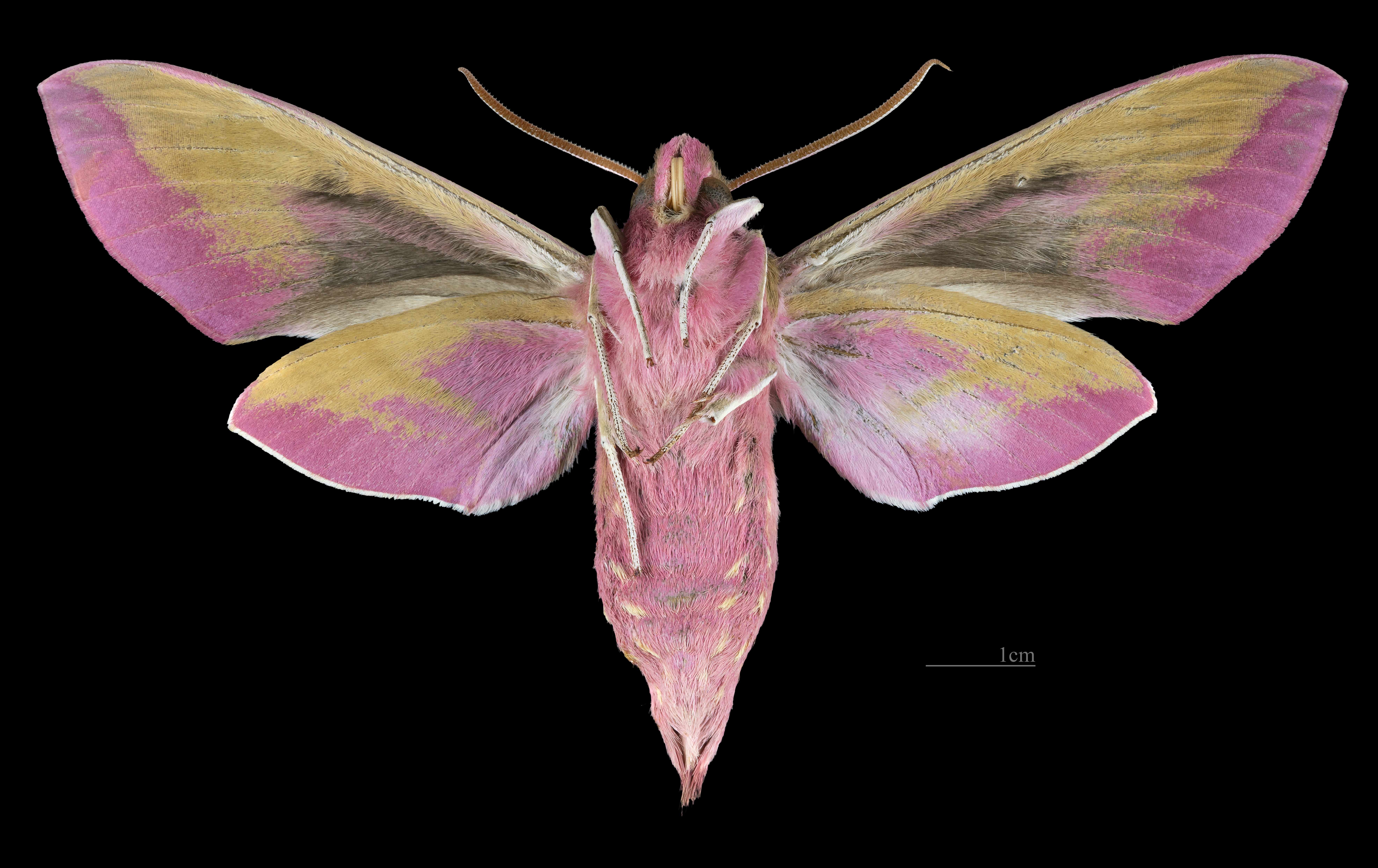
♂ △
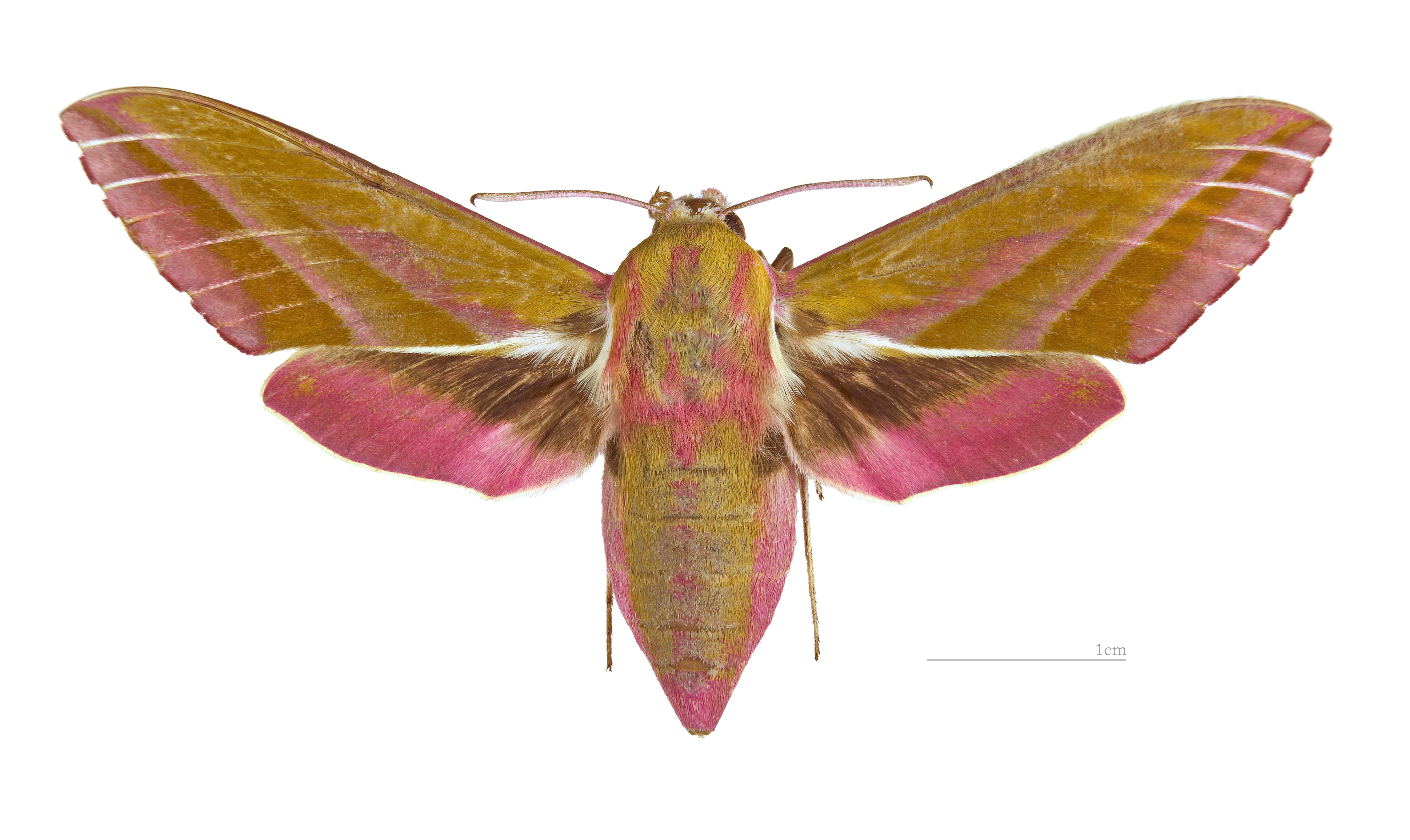
♀
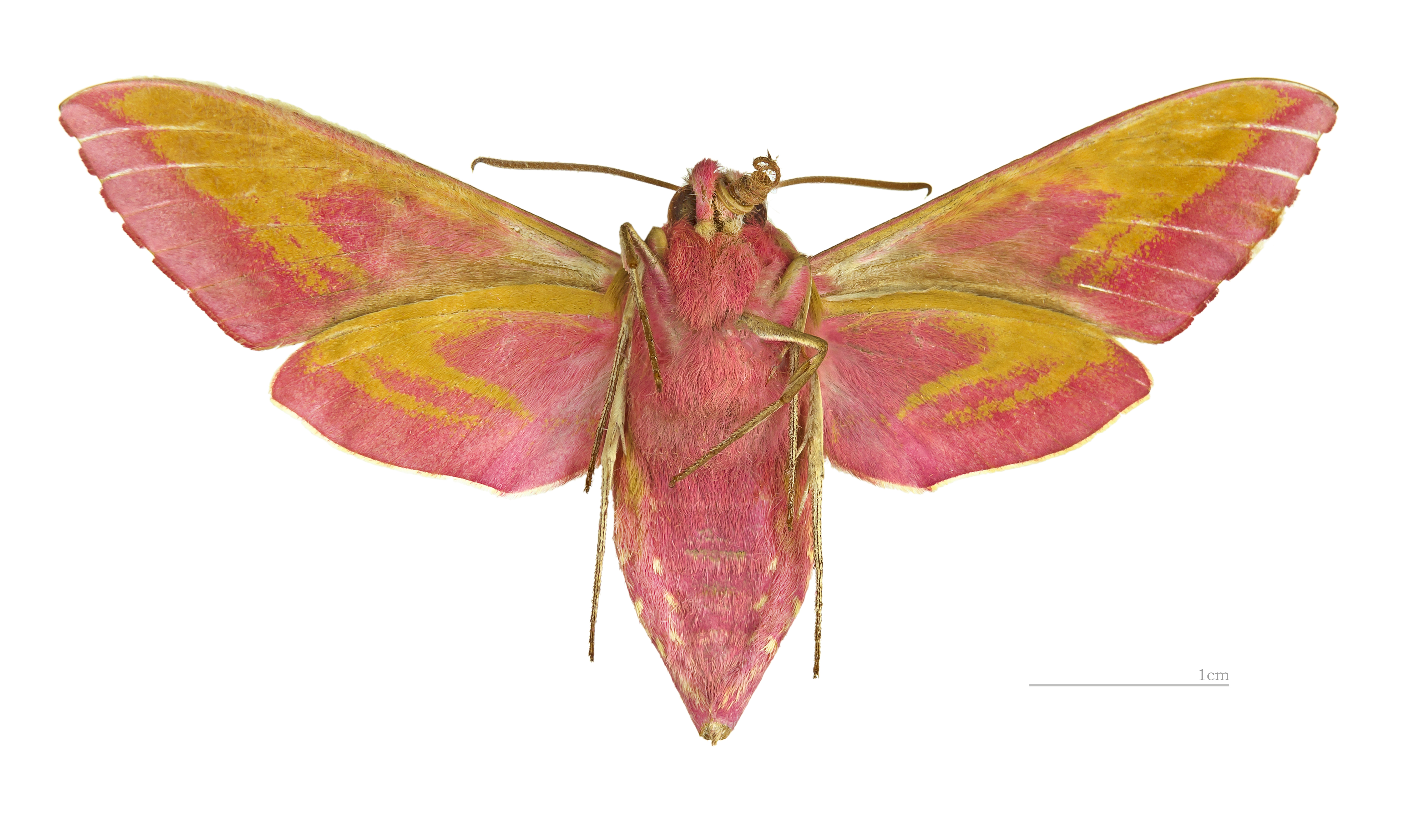
♀ △